# Roca Partida
Roca Partida è un'isola vulcanica disabitata delle Revillagigedo il cui territorio appartiene al Messico. È la più piccola dell'arcipelago. A differenza di Socorro e San Benedicto, non erutta da molto tempo. L'isola è frequentata da diversi uccelli marini come la sula di Nazca.